# 도리노키역
도리노키역(일본어: 鳥ノ木駅 토리노키에키[*])은 일본 에히메현 이요시 있는 시코쿠 여객철도 요산선의 역이다. 역 번호는 U04이며, 단선 승강장 1면 1선의 구조를 지닌 지상역이다.

## 역 주변
- 국도 제56호선
- 도리노키 단지

## 역사
- 1986년 11월 1일 : 개업.
- 1987년 4월 1일 : 민영화에 의해, 시코쿠 여객철도로 이관.

## 인접 정차역
| 시코쿠 여객철도 요산선        | 시코쿠 여객철도 요산선 | 시코쿠 여객철도 요산선    |
| ----------------------------- | ---------------------- | ------------------------- |
| U 03 이요요코타 마쓰야마 방면 | 요산 선                | 이요시 U 05 이요오즈 방면 |